# Notiocharis stellae
Notiocharis stellae és una espècie d'insecte dípter pertanyent a la família dels psicòdids.

## Etimologia
El seu nom científic fa referència a Stella, la muller del seu descobridor, Quate, L. W., la qual va contribuir força en l'estudi d'aquesta espècie gràcies als seus dibuixos meticulosos, assistència en la presa de diapositives i interès continu.

## Descripció
- Mascle: ales d'1,8 mm de longitud i 0,6 d'amplada, esveltes i pàl·lides amb taques marrons clares al voltant dels extrems de la nervadura i edeagus recte.
- Femella: similar al mascle, antenes de 0,6 mm de llargada i amb 16 artells, placa subgenital amb els lòbuls més llargs que amples i ales d'1,7 mm de llargària i 0,5 d'amplada.[3]

## Distribució geogràfica
Es troba a Borneo, les illes Filipines (Luzon i Mindanao) i Nova Guinea.